# Bienvenido de Arriba
Bienvenido de Arriba Sánchez, né le 29 avril 1973, est un homme politique espagnol membre du Parti populaire (PP).
Il est élu député de la circonscription de Salamanque en juin 2016.

## Biographie

### Vie privée
Il est marié et père d'une fille.

### Profession
Il est avocat et gestionnaire sanitaire. Il est licencié en droit par l'Université de Salamanque et diplômé en gestion et contrôle économique financier de services sanitaires. Il a mené une spécialisation en haute direction et gestion d'institutions sanitaires.

### Carrière politique
Il est membre du Parti populaire depuis 1992 et a occupé différents postes à responsabilité au sein des Nouvelles Générations. Il a été vice-secrétaire d'action électorale et d'organisations au sein de la fédération populaire de Salamanque.
Le 26 juin 2016, il est élu député pour Salamanque au Congrès des députés.